# Siccia baibarensis
Siccia baibarensis là một loài bướm đêm thuộc phân họ Arctiinae, họ Erebidae.